# Archaeoistiodactylus
Archaeoistiodactylus es un género extinto de pterosaurio istiodactílido del Jurásico Medio de China. Es conocido de un esqueleto incompleto con un cráneo parcial con mandíbula inferior recuperados de rocas de la formación Tiaojishan en el oeste de Liaoning, China. El fósil, el holotipo JPM04-0008, fue encontrado en una capa de rocas que data del Jurásico Medio, entre el Bathoniense y el Calloviense, hace unos 165 millones de años. Se trata de un esqueleto incompleto con el cráneo parcial y la mandíbula inferior y otras partes de las alas, dos patas traseras, la pelvis y las costillas. El esqueleto está sólo parcialmente asociado. La cola, patas y vértebras del cuello no se conservaron.
Fue nombrado originalmente por Lü Junchang y Fucha Xiaohui en 2011 y la especie tipo es Archaeoistiodactylus linglongtaensis. Archaeoistiodactylus es el istiodactílido más antiguo conocido. Martill y Etches (2012) sugirieron que el espécimen holotipo puede realmente representar un espécimen mal preservado de Darwinopterus.